# Морріс (Алабама)
Морріс (англ. Morris) — місто (англ. town) в США, в окрузі Джефферсон штату Алабама. Населення — 2259 осіб (2020).

## Географія
Морріс розташований за координатами 33°44′48″ пн. ш. 86°48′16″ зх. д. / 33.74667° пн. ш. 86.80444° зх. д. (33.746735, -86.804438).  За даними Бюро перепису населення США в 2010 році місто мало площу 7,87 км², з яких 7,84 км² — суходіл та 0,03 км² — водойми.

## Демографія
Згідно з переписом 2010 року, у місті мешкало 1859 осіб у 719 домогосподарствах у складі 555 родин. Густота населення становила 236 осіб/км².  Було 762 помешкання (97/км²).
Расовий склад населення:
| - 97,7 % — білих - 1,0 % — чорних або афроамериканців - 0,3 % — азіатів - 0,1 % — корінних американців |

До двох чи більше рас належало 0,4 %. Частка іспаномовних становила 1,1 % від усіх жителів.
За віковим діапазоном населення розподілялося таким чином: 23,2 % — особи молодші 18 років, 62,5 % — особи у віці 18—64 років, 14,3 % — особи у віці 65 років та старші. Медіана віку мешканця становила 41,4 року. На 100 осіб жіночої статі у місті припадало 90,3 чоловіків;  на 100 жінок у віці від 18 років та старших — 88,5 чоловіків також старших 18 років.
Середній дохід на одне домашнє господарство  становив 76 467 доларів США (медіана — 70 043), а середній дохід на одну сім'ю — 95 301 долар (медіана — 85 833). Медіана доходів становила 52 955 доларів для чоловіків та 42 614 долари для жінок. За межею бідності перебувало 5,8 % осіб, у тому числі 3,4 % дітей у віці до 18 років та 11,1 % осіб у віці 65 років та старших.
Цивільне працевлаштоване населення становило 865 осіб. Основні галузі зайнятості: освіта, охорона здоров'я та соціальна допомога — 24,0 %, виробництво — 11,9 %, роздрібна торгівля — 10,6 %.